# Auston Matthews
Auston Taylour Matthews (San Ramon, 17 september 1997) is een Amerikaans professioneel ijshockeyer en sinds 2024 aanvoerder van de Toronto Maple Leafs in de National Hockey League (NHL). 
Hij is de eerste speler in de moderne NHL-geschiedenis die vier doelpunten scoorde tijdens zijn NHL-debuutwedstrijd. Zijn prestaties leverden hem in 2016 ook de Calder Memorial Trophy op en de Hart Memorial Trophy in 2021. 

## Levensloop
Auston Taylour Matthews werd geboren in San Ramon, Californië, als de zoon van Brian, uit Californië, en Ema, uit Mexico. De familie verhuisde naar Scottsdale, Arizona toen hij twee maanden oud was en hij begon op tweejarige leeftijd wedstrijden van de Phoenix Coyotes bij te wonen. Hij speelde honkbal en hockey, waarbij hij de Zamboni-machine als een van zijn favorieten beschouwde. Hoewel hij goed was in honkbal, beviel de sport hem niet zo goed vanwege het te lage tempo.
Matthews trainde bij het National Team Development Program en speelde op zijn 18e bij de Zurich Lions in Zwitserland.
Op 14 augustus 2024 benoemden de Maple Leafs Matthews tot captain. Hij volgde John Tavares op als de 26e aanvoerder in de geschiedenis van het team.  Matthews is de eerste captain van de franchise die in de Verenigde Staten is geboren. Zijn voorgangers waren van afwisselend Canadese en Zweedse afkomst.
Matthews heeft twee zusters: Alexandria en Breyana.
- Virtual International Authority File: 110151898601924190008
- WorldCat: E39PBJxRyRyHhWVX7cP3kR69Xd